# Mélange équimolaire oxygène-protoxyde d'azote
 (janvier 2014).
Le mélange équimolaire dioxygène-protoxyde d'azote 50 % / 50 % (souvent abrégé en MEOPA) est un mélange gazeux, à concentrations fixes, utilisé en analgésie. La substance active de ce médicament est le protoxyde d'azote, gaz incolore, non irritant, d'odeur faible. Peu soluble dans le sang, il procure un effet rapide après trois minutes d'inhalation, cet effet est rapidement réversible en 5 minutes après l'arrêt. La concentration en protoxyde d'azote entraînant un sommeil anesthésique (MAC) est de 104 %, impossible à atteindre en pratique courante (ce chiffre a été évalué en conditions d'hyperbarie (= surpression)). Le protoxyde d'azote, découvert en 1772 par le chimiste et pasteur anglais Joseph Priestley, a vu ses effets relaxant et analgésiant démontrés de façon médicale encadrée aux États-Unis en 1844 par le dentiste Horace Wells.

## Mode d'action
Le MEOPA possède une triple action :
- anxiolytique (diminution de l'anxiété) ;
- analgésiante ;
- amnésiante (de façon modérée et plus particulièrement chez l'enfant).

Il n'entraîne pas de sommeil ou sédation profonde mais un état de conscience modifiée (les sons, bruits et lumières peuvent être perturbés), avec le maintien du contact verbal que l'on appelle « sédation consciente ». Il n'est pas considéré comme antalgique dans la classification et paliers de l'OMS, et il peut être utilisé en fonction des douleurs ressenties par le patient en parallèle avec des antalgiques de différents paliers lors de gestes douloureux provoqués (ponctions, sutures, etc.).

## Indications
En raison de sa faible puissance, le MEOPA ne doit être utilisé que pour des gestes peu douloureux (EVA de 4 à 6), en association si besoin avec une anesthésie locale, patch d'EMLA ou sous cutané de Xylocaïne.
La présentation en mélange équimoléculaire avec 50 % de dioxygène, O2, supprime pratiquement le risque d'hypoxie et améliore la sécurité d'administration au prix d'une action analgésiante comparable à une injection sous-cutanée de 10 mg de morphine.
En France, l'autorisation de mise sur le marché (AMM) de novembre 2001 établit que l’administration du MEOPA n'entre pas dans le cadre d'une anesthésie générale réalisée au bloc opératoire par un anesthésiste. L'AMM du protoxyde d'azote seul, le décrit comme un adjuvant de l'AG et utilisé avec des concentrations entre 30 et 70 % sur un respirateur en anesthésie. Le MEOPA utilisé en dehors du bloc opératoire ne possède pas à lui seul la puissance suffisante pour atteindre une profondeur chirurgicale de la sédation. Il n'est pas indispensable que ce produit soit administré par un médecin anesthésiste, mais médecins, dentistes et professions paramédicales après formation obligatoire sont habilités à le mettre en œuvre. Le jeûne et la surveillance monitorée ne sont pas obligatoires, la surveillance simple valide la sédation consciente et donc la réponse aux ordres simples.
Il est utilisé fréquemment à l'hôpital, dans les services de pédiatrie et d'urgences en raison de sa maniabilité et du caractère atraumatique de l'administration (on ne fait pas de piqûre, on respire ce médicament au travers d'un masque et il faut bien expliquer ce fait au patient pour un succès plus important de ce traitement).
Sa maniabilité permet également une utilisation extra-hospitalière dans les véhicules par les médecins et infirmiers « mobiles » des SMUR et SDIS.
Il peut également être utilisé en obstétrique en cas d'impossibilité (pas d'anesthésiste présent), de refus ou d'inefficacité de l'anesthésie péridurale.
Depuis l'AMM de novembre 2009 avec la sortie de la réserve hospitalière, le MEOPA est également disponible en ville pour les dentistes, les médecins généralistes (comme les sauveteurs en montagne) et spécialistes (dermatologues…).
Il potentialise les médicaments antalgiques et anxiolytiques, le risque de dépression respiratoire étant alors potentiel en cas d'associations avec des morphiniques à hautes doses agissant sur les récepteurs μ2.

## Autres effets
- Cardiovasculaire : dépression modérée de la contractilité du myocarde.
- Oxydant de la vitamine B12 lors d'expositions prolongées (maximum 1 h par acte) et répétées (au-delà de 15 fois, au quotidien). Une supplémentation orale en vitamine B12 se discute. Cependant cette supplémentation restera sans effet si l'administration de protoxyde d'azote se poursuit car la vitamine B12 ingérée s'en trouvera inactivée[1]
- Anomalies transitoires de la spermatogenèse décrites en modèle animal, lors d'expositions pendant plusieurs semaines, non retrouvées chez l'homme.

## Contre-indications
Le protoxyde d'azote diffuse dans les cavités closes et en augmente le volume ou la pression.
Il est donc contre-indiqué : 
- chez les patients ventilés en O2 pur lors d'insuffisance respiratoire aiguë ;
- en cas d'hypertension intracrânienne ;
- dans les traumatismes thoraciques avec risque de pneumothorax ;
- en cas d'emphysème ;
- en cas de pneumothorax non drainé ;
- dans les accidents de plongée ;
- en cas de distension des viscères abdominaux ;
- dans les traumatismes crâniens non explorés et lors de troubles de la conscience récents et non expliqués ;
- dans les accidents de décompression ;
- en général dans les situations à haut risque d'embolie gazeuse ;
- en cas de déficit non substitué en vitamines B12.

## Santé des personnels médicaux
Il n'a pas été mis en évidence d'effets secondaires chez le personnel hospitalier dans le cadre d'une exposition intermittente. 
Dans le montage du kit d'administration, on préférera la valve à la demande type « RobertShaw » et on n'oubliera pas de poser le tuyau de recueil des gaz expirés.

## Pollution
Le protoxyde d'azote est un puissant gaz à effet de serre, « persistant » environ 120 ans dans l'atmosphère, car sa destruction naturelle dans l'atmosphère est lente. 
En tant que gaz médical, le N2O contribue pour environ 1 % des effets climatiques des produits azotés (comme les engrais azotés, sur-utilisés).
D'autres sources, théoriquement évitables sont par exemple le N2O utilisé en cartouche ou petites bonbonnes pour des usages dits « récréatifs », aussi utilisé dans l'industrie agroalimentaire comme gaz propulseur (pour la crème chantilly en bombe en particulier).